# ГЭС Шикапа
ГЭС Шикапа — гидроэлектростанция в северо-восточной части Анголы, предназначенная для обеспечения электроэнергией горно-обогатительного комплекса «Катока» с одноимённым посёлком и города Сауримо — центра провинции Южная Лунда. Расположена в 19 км к северу от Сауримо и в 8 км от «Катока».
Строительство ГЭС началось в период португальского колониального управления, но было приостановлено на ранних этапах. Дальнейшее продолжение строительства осуществлялось с привлечением инвестиционных средств российского алмазо-добывающего предприятия Алроса с проектированием Ленгидропроект. Ввод ГЭС в эксплуатацию осуществился в 2008 году .